# Nord sud ovest est - Tormentoni on the road
Nord Sud Ovest Est - Tormentoni on the road è stato un programma televisivo italiano musicale in onda su Italia 1 dal 22 luglio al 12 agosto 2013 per quattro puntate con la conduzione di Max Pezzali, Jake La Furia e Paola Iezzi.

## Storia
Il programma, la cui partenza era stata inizialmente fissata per il 15 luglio 2013, poi rinviata al successivo 22 luglio, è stato trasmesso in prima serata su Italia 1 per quattro settimane.

## Descrizione
Nord Sud Ovest Est, condotto da Max Pezzali, Paola Iezzi e Jake La Furia, è un programma, prodotto dalla società televisiva Stand by Me, che ha ripercorso alcune tappe della storia della musica italiana degli anni ottanta, novanta e duemila centrando l'attenzione solo sulle più famose hit estive, chiamate appunto tormentoni.

## Struttura
Il programma era strutturato in quattro puntate, in ciascuna delle quali venivano riproposti vari tormentoni delle estati passate incontrandone gli autori.
Di seguito le canzoni proposte e gli ospiti incontrati:
- Figli delle stelle di Alan Sorrenti (1977)
- Vamos a la playa dei Righeira (1983)
- I Like Chopin di Gazebo (1983)
- Easy Lady di Ivana Spagna (1986)
- Boys (Summertime Love) di Sabrina Salerno (1987)
- Viva la mamma di Edoardo Bennato (1989)
- Sotto questo sole di Paolo Belli (1990)
- Uh la la la di Alexia (1997)
- Solo una volta (o tutta la vita) di Alex Britti (1998)
- Tre parole di Valeria Rossi (2001)
- Down Down Down delle Lollipop (2001)
- La canzone del capitano di DJ Francesco (2003)
- Lascia che io sia di Nek (2005)
- Vorrei cantare come Biagio di Simone Cristicchi (2005)

Era un tormentone anche la stessa sigla del programma, l'omonima canzone Nord sud ovest est, singolo degli 883 del 1993.

### Ascolti
| Puntata | Data           | Telespettatori | Share  | Ospiti                                                     |
| ------- | -------------- | -------------- | ------ | ---------------------------------------------------------- |
| 1       | 22 luglio 2013 | 1.458.000      | 06,72% | Righeira, Ivana Spagna, Nek, Alexia, Sabrina Salerno       |
| 2       | 29 luglio 2013 | 1.402.000      | 06,46% | Gazebo, Edoardo Bennato, Lollipop, Dj Francesco            |
| 3       | 5 agosto 2013  | 776.000        | 04,33% | Paolo Belli, Simone Cristicchi, Valeria Rossi, Alex Britti |
| 4       | 12 agosto 2013 | 808.000        | 04,88% | Alan Sorrenti                                              |
|         | Media          | 1.111.000      | 05,59% |                                                            |